# Детский парк (Ереван)
Детский парк (арм. Մանկական այգի) — общественный парк в центральном районе Кентрон в Ереване. Расположен между улицами Бейрута, Закяна, Григора Лусаворича и Мовсеса Хоренаци.
На территории парка находятся бюст советского лётчика Нельсона Степаняна, могила и бюст полковника Семёна Закияна и бюст ливанского поэта и художника Джебрана Халиля Джебрана.

## История
Заложен в марте 1933 года. В прошлом на месте парка располагались рынок Гантар и караван-сарай Гюрджи.
В 1934 году парку было присвоено имя советского государственного деятеля Сергея Кирова.
В 2021 году в северо-восточной части парка в ходе раскопок были обнаружены остатки кирпичных и туфовых построек второй половины XIX века и первых десятилетий XX века.
В 2023 году в парке был открыт памятник, посвященный жертвам событий 1 марта 2008 года.

## Галерея

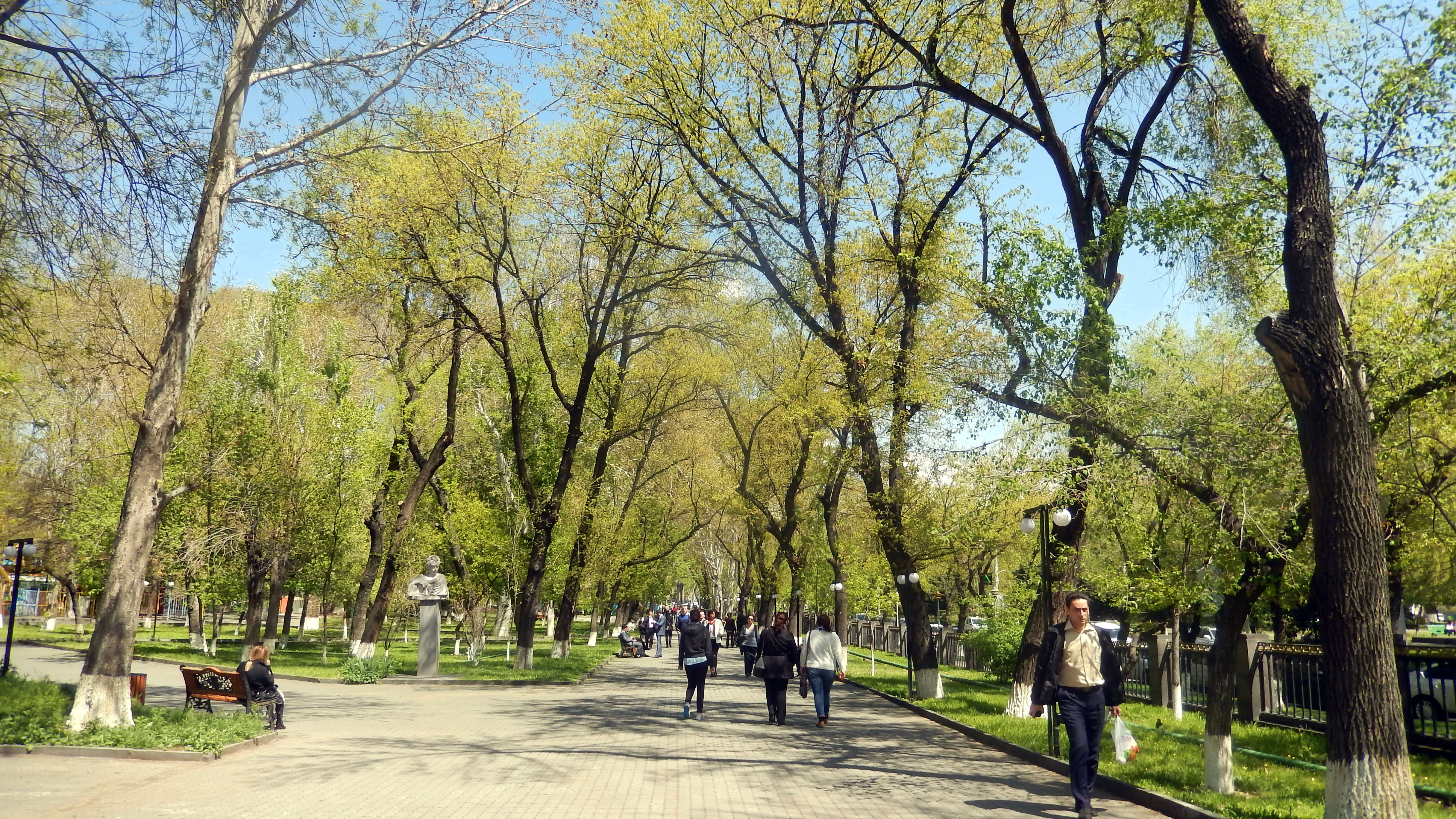
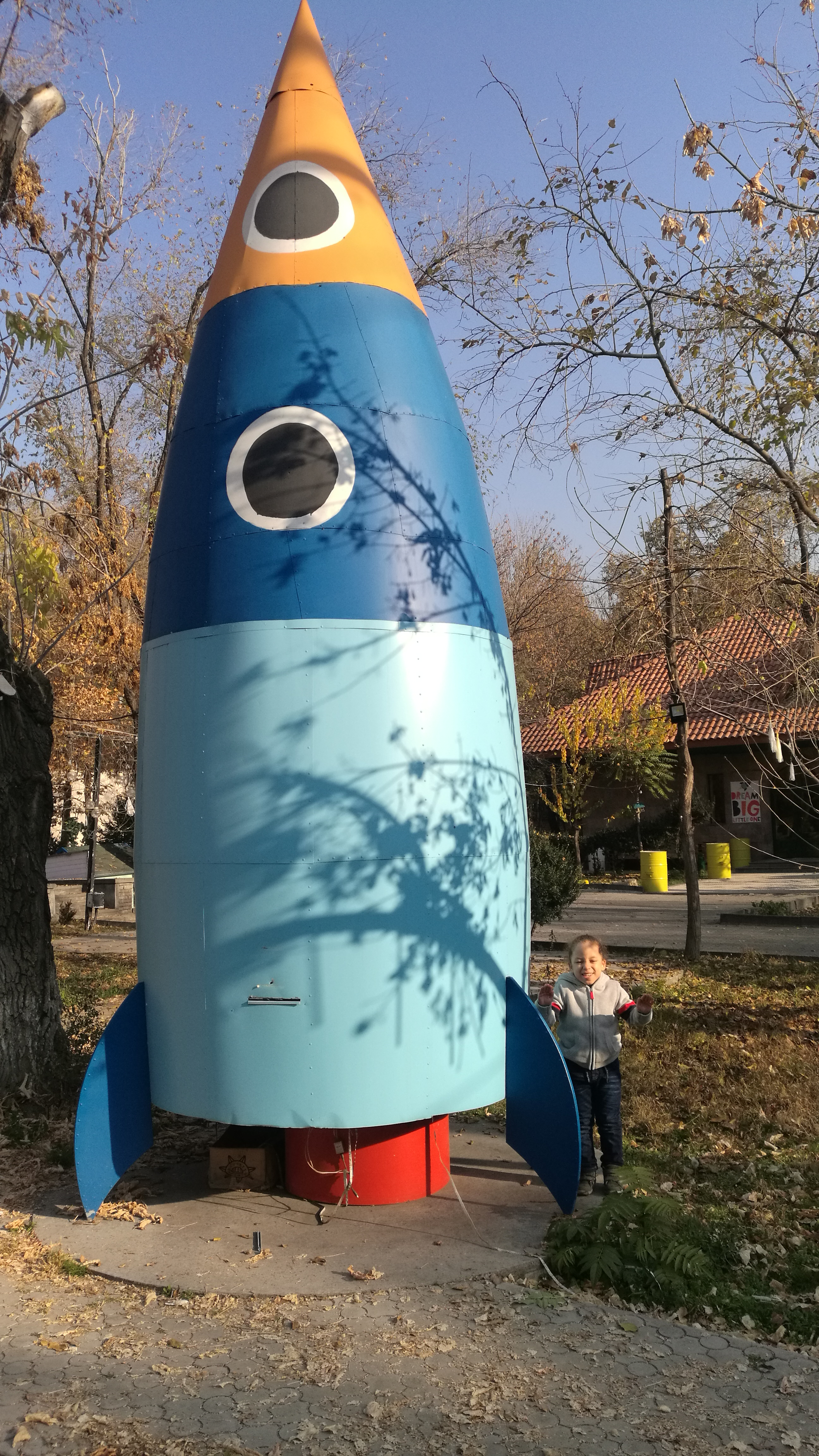
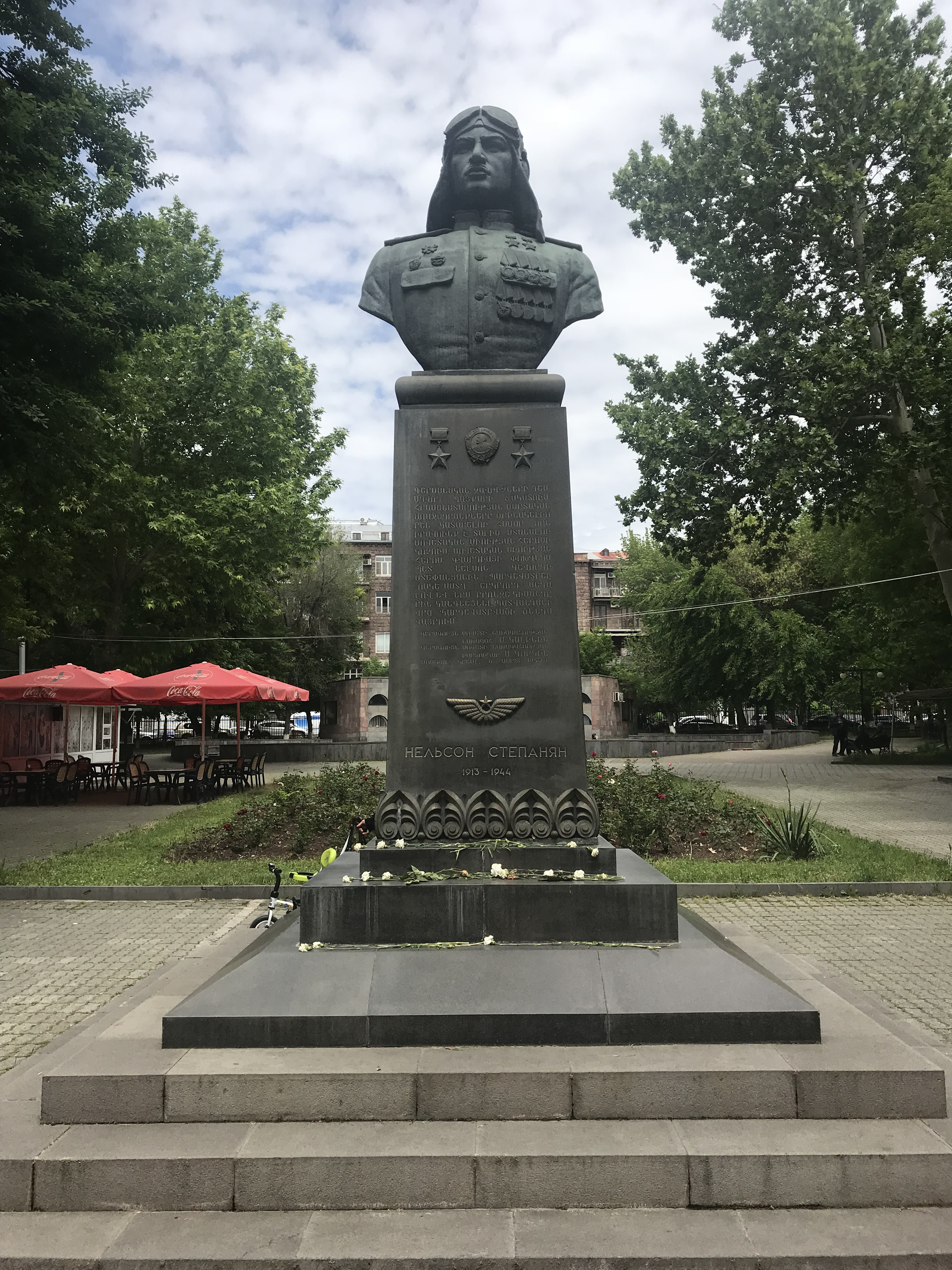
Бюст Нельсона Степаняна
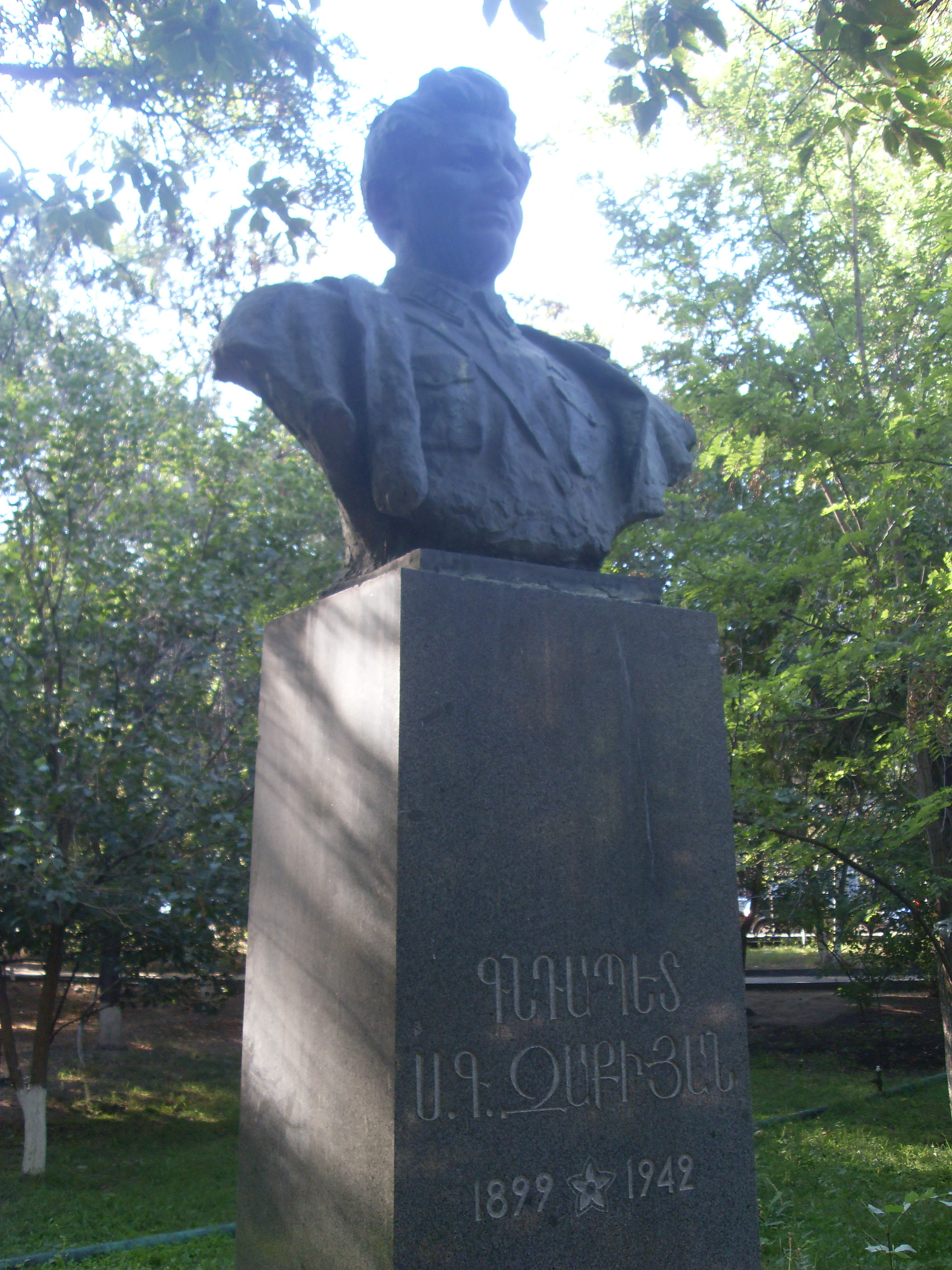
Бюст Семёна Закияна
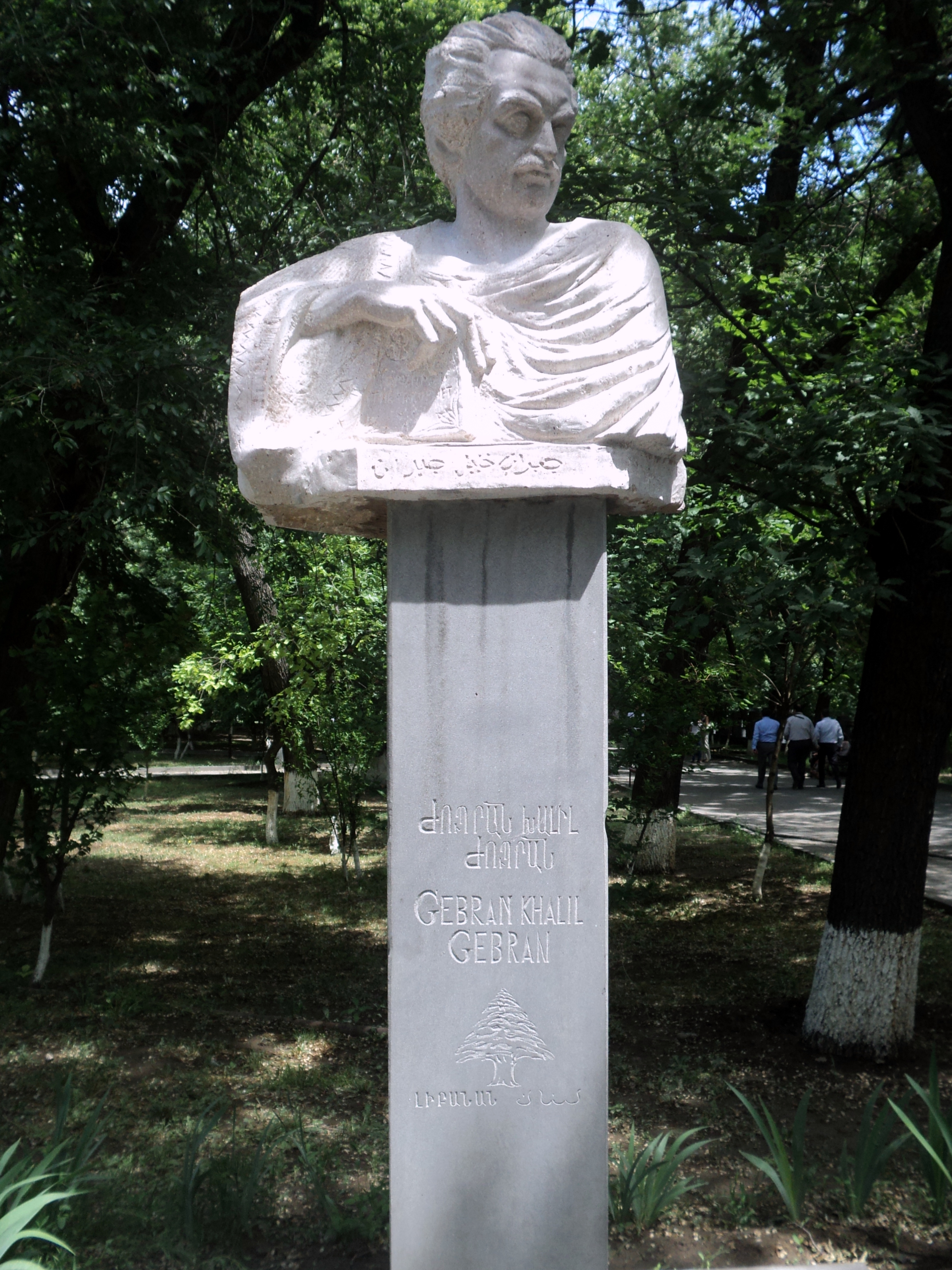
Бюст Халиля Джебрана